# Enrico Allevi
Enrico Allevi (fl. XX secolo) è stato un rugbista a 15 italiano, di ruolo seconda linea.
Esordisce nel primo campionato disputato in Italia con la maglia dell'Ambrosiana vincendo subito il primo titolo.
Segue poi le sorti della squadra una volta uscita dalla polisportiva e organizzatasi nell'Amatori Milano, con cui vince altri 4 titoli.
Termina la propria attività con un'ulteriore stagione coi Bersaglieri di Milano.
In nazionale disputa l'incontro di esordio perso conto la Spagna il 20 maggio 1929. Raccoglie poi una seconda presenza il 12 febbraio 1933 contro la Cecoslovacchia.

## Palmarès
- Campionati italiani: 5
Ambrosiana: 1928-1929
Amatori Milano: 1929-1930, 1930-1931, 1931-1932, 1932-1933